# 古氏海菊蛤
古氏海菊蛤（学名：Spondylus gussoni），是莺蛤目海菊蛤科海菊蛤属的一种。主要分布于中国大陆，常栖息在低潮线的浅水域，以右壳顶部固着在岩石或珊瑚礁上。